# Gschnitztalstraße
Die Gschnitztalstraße (L 10) ist eine 13,54 km lange Landesstraße in Tirol, die von Steinach am Brenner durch das Gschnitztal führt.

## Verlauf
Die Gschnitztalstraße zweigt nördlich des Ortskerns von Steinach von der Brennerstraße ab, unterquert die Brenner Autobahn und verläuft, meist nur sanft ansteigend, auf der linken (nördlichen) Talseite des Gschnitztals über Trins und Gschnitz bis zum Gasthof Feuerstein im Talschluss.

## Geschichte
Bis zum Bau der ersten Straße gab es durch das Gschnitztal einen Fahrweg, der hauptsächlich von Pferdewagen genutzt wurde sowie einen Feldweg entlang des Gschnitzbachs. Nach langen Diskussionen über den Trassenverlauf zwischen Trins und Steinach wurde 1912 die erste Straße bis Gschnitz gebaut. 1952 wurde die Ortsdurchfahrt von Trins als erster Abschnitt asphaltiert. Bereits in den 1920er Jahren entwickelte sich der öffentliche Verkehr, der anfangs von einem Steinacher Frächter mit einem Lastwagen durchgeführt wurde, auf dessen Ladefläche die Fahrgäste standen. Mit steigender Nachfrage fuhr ein Steinacher Busunternehmen zweimal täglich ins Gschnitztal. Nach der Übernahme
der Straße durch das Land sorgte nach dem Zweiten Weltkrieg der Postbus für den öffentlichen Verkehr. Von 2012 bis 2016 wurde die Gschnitztalstraße in drei Bauabschnitten saniert, auf die für Landesstraßen vorgesehene Mindestbreite von 5,50 m ausgebaut und im Ortsgebiet von Gschnitz mit einem Gehsteig versehen.

## Verkehr
Der durchschnittliche tägliche Verkehr an der Zählstelle Trins betrug 2757 Kraftfahrzeuge im Jahr 2023, davon 109 Fahrzeuge Lkw-ähnlicher Verkehr.